# 基臣角

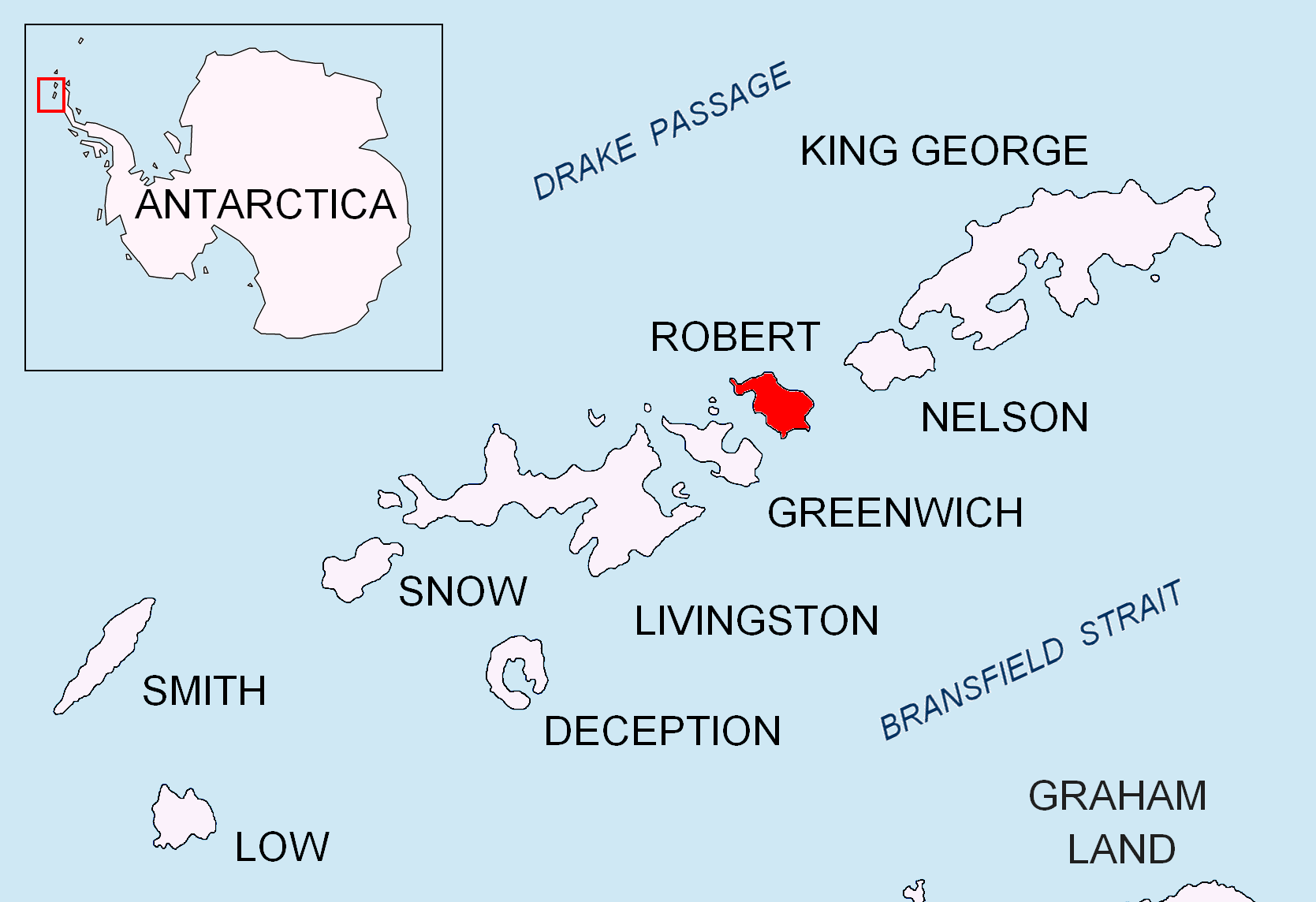

基臣角（英語：Kitchen Point）是南極洲的海岬，位於南設得蘭群島中羅伯特島東岸，處於羅伯特角東北面7.25公里、巴圖利亞角北面1.9公里和羅伯特角東北面7.25公里。

## 外部連結
- SCAR Composite Antarctic Gazetteer（页面存档备份，存于）.